# Okręg wyborczy Melbourne Ports
Okręg wyborczy Melbourne Ports (ang. Division of Melbourne Ports) – jednomandatowy okręg wyborczy do Izby Reprezentantów Australii, położony w stanie Wiktoria, obejmujący przedmieścia Melbourne.
Pierwsze wybory odbyły się w nim w 1901 roku, a nazwa pochodzi od dzielnicy Port Melbourne.
Od 1998 roku posłem z tego okręgu był Michael Danby z Australijskiej Partii Pracy.

## Lista posłów
Lista posłów z okręgu Melbourne Ports:
| okres urzędowania | poseł         | przynależność             |
| ----------------- | ------------- | ------------------------- |
| 1901–1906         | Samuel Mauger | Partia Protekcjonistyczna |
| 1906–1931         | James Mathews | Australijska Partia Pracy |
| 1931–1951         | Jack Holloway | Australijska Partia Pracy |
| 1951–1977         | Frank Crean   | Australijska Partia Pracy |
| 1977–1998         | Clyde Holding | Australijska Partia Pracy |
| 1998–2019         | Michael Danby | Australijska Partia Pracy |